# Persowie (tragedia)
Persowie (Πέρσαι) – tragedia antyczna autorstwa Ajschylosa powstała prawdopodobnie w roku 472 p.n.e. Opowiada o klęsce wojsk perskich pod Salaminą.

## Postacie
- Atossa, żona Dariusza i matka Kserksesa, wzorowana na postaci historycznej

- Goniec Perski, jego jedyną rolą w utworze jest opisanie wydarzeń mających miejsce w Grecji

- Duch Dariusza, króla perskiego

- Kserkses, król perski

- Chór Dostojników perskich

## Treść
Miejsce i czas akcji są stałe, wydarzenia rozgrywają się na placu przed pałacem królów perskich w Suzach w ciągu jednego dnia. Akcję rozpoczyna pieśń chóru wyrażająca zaniepokojenie dostojników losami wyprawy perskiej, po chwili pojawia się Atossa, by opowiedzieć im o swoim śnie, w którym widziała złowróżbne znaki. Po chwili wpada na scenę goniec i mówi o klęsce wojsk w bitwie morskiej. Pytany przez chór i Atossę opowiada szczegóły bitwy i późniejszej masakry Persów. Goniec podkreśla rolę Aten w zwycięstwie nad armią Kserksesa, co ma charakter propagandowy. Goniec wymienia imiona wodzów, z których większość poległa. Zrozpaczona Atossa postanawia złożyć ofiarę swojemu zmarłemu mężowi Dariuszowi. Duch króla pojawia się na scenie, po czym pyta o niedawne wydarzenia, przestrzega Persów przed pychą i przepowiada kolejne klęski. Mówi też o szczęśliwych losach państwa za jego rządów. Niedługo potem duch znika i następuje drugi kluczowy moment akcji. Na scenę wjeżdża zrozpaczony Kserkses w podartej szacie. Jest zdruzgotany, przyznaje, że popełnił błąd wyprawiając się przeciw "niezwyciężonym Atenom". Następuje Kommos, czyli pieśń żałobna.

## "Persowie" jako tragedia antyczna
Utwór ten jest pierwszym z zachowanych dzieł Ajschylosa. Ma dość prymitywną i archaiczną budowę. Badacze dostrzegają w nim pozostałości pieśni dytyrambicznych. Akcja "Persów" jest nieskomplikowana, w znacznej części opowiedziana słownie przez gońca.
Utwór jest podzielony na epejsodia, stasimony, exodos i kommos. Występuje w nim stały dla tragedii wątek hybris - pychy tragicznej, popełnia ją Kserkses najeżdżając Ateny. Klasyczne zasady jedności czasu, miejsca i akcji zostały zachowane. Tak jak reszta tragedii "Persowie" głoszą fatalizm życia ludzkiego (najjaskrawszym przykładem jest chyba klęska pod Platejami, która była widzom znana, a w utworze została przepowiedziana przez ducha). Brak jest natomiast konfliktu tragicznego, możliwe, że jego koncepcja powstała później.

## Wymowa
"Persowie" są apoteozą potęgi Aten i całej cywilizacji greckiej. Ajschylos żałuje Persów, ale pokazuje, że sami byli winni straszliwej porażki, gdyż odważyli się na wojnę z Grekami. Ukazuje też wyższość demokracji na tyranią, snując piękny obraz wolnych Ateńczyków z własnej woli stających do walki w obronie swoich praw. Propagandowy charakter "Persów" docenił Hieron I władca Syrakuz, który nakazał Ajschylosowi wystawić go w Syrakuzach podczas wojny z Kartaginą.